# Desert Blue
Desert Blue ist eine US-amerikanische Filmkomödie aus dem Jahr 1998. Der Regisseur war Morgan J. Freeman, der auch das Drehbuch schrieb. Die Hauptrollen spielen Casey Affleck, Brendan Sexton III, Kate Hudson und Christina Ricci.

## Handlung
Der Professor Lance Davidson und seine Tochter Skye unterbrechen ihre Autofahrt nach Los Angeles, um kurz die Kleinstadt Baxter zu besichtigen. In der 84 Einwohner zählenden Ortschaft gilt eine gigantische Eiswaffel als Sehenswürdigkeit. In derselben Zeit wird die Punkerin Ely Jackson wieder einmal festgenommen, weil sie regelmäßig Teile einer Investitionsruine, eines nie fertiggestellten Freizeitparks, in die Luft jagt. Da Elys Vater der Sheriff der Ortschaft ist, wird sie freigelassen.
Auf der Straße in der Nähe der Stadt verunglückt wenig später ein LKW mit einem neuartigen Limonadenkonzentrat. Der Stoff ist möglicherweise giftig; die Stadt wird vom FBI abgeriegelt. Die Jungschauspielerin Skye Davidson, die am nächsten Tag in Los Angeles einen wichtigen Vorsprechtermin hat, versucht verzweifelt, telefonisch ihren Agenten zu erreichen. Sie und Lance übernachten bei einer Witwe, derer Mann einst den Freizeitpark baute.
Skye freundet sich mit den Jugendlichen der Stadt an. Von Blue Baxter, dem Sohn ihrer Gastgeberin, erfährt sie, dass Blues Vater seine Investition aufgeben musste, als das ihm versprochene Wasser aus dem Aquädukt in der Nähe der Stadt in die Limonadenfabrik umgeleitet wurde. Er fand seinen Vater, der sich im Motel erhängte, und zündete das Gebäude an.
Die Todesursache des Fahrers erweist sich als natürlich, die Quarantäne wird aufgehoben. Lance und Skye können nach Los Angeles fahren, aber Skye hat es nicht mehr eilig. Ely Jackson sprengt den Aquädukt auf dem Gelände des unfertigen Freizeitparks, das Wasser fließt in die ausgebaggerten künstlichen Seen.

## Kritik
James Berardinelli bezeichnete den Film auf ReelViews als „uninspiriert“ und „lethargisch“. Die Regie von Morgan J. Freeman fand er „enttäuschend“.
Die Redaktion von kino.de urteilte, der Psychothriller „spielt […] mit den Erwartungen des Zuschauers“. „Die wahre Identität des Killers wird dank der recht gewitzten Inszenierung und der ambivalenten Personenkonstellation bis zum genretypischen Showdown im Unklaren gelassen“. Zudem lebe die „fatale Dreiecksgeschichte […] von der kargen Atmosphäre der Einöde“.

## Auszeichnungen
Morgan J. Freeman wurde für einen Preis des Festival Internacional de Cine de Gijón nominiert.